# Kevin Kiley Jr.
Kevin Robert Kiley Jr. (Washington D.C., 28 april 1981) is een Amerikaans professioneel worstelaar die onder de ringnaam Alex Riley actief was in de WWE.

## Professioneel worstelcarrière

### World Wrestling Entertainment/WWE (2007-heden)

#### Florida Championship Wrestling (2007–2011)
In 2007 tekende Riley een opleidingscontract met World Wrestling Entertainment (WWE) en ging hij worstelen bij Florida Championship Wrestling (FCW), een opleidingscentrum van de WWE. Op 30 oktober 2007 debuteerde Riley op FCW en verloor de wedstrijd van Shawn Osbourne. In 2008 veranderde Riley zijn ringnaam in Carson Oakley. Als Oakley begon hij samen met Scotty Goldman te worstelen. Ze daagden TJ Wilson en David Hart Smith uit voor een FCW Florida Tag Team Championship match in november, maar ze slaagden niet in hun opzet. Later veranderde hij zijn ringnaam in Alex Riley. Riley kreeg Beverly Mullins als manager.
In 2009, vergezelde Riley "FCW General Manager" Abraham Washington , met als resultaat dat hij de "#1 contender" werd tegen Tyler Reks voor het FCW Florida Heavyweight Championship in juli. In augustus verloor Riley de Triple Threat match van Reks en Johnny Curtis. In midden 2009, deed hij mee in verschillende dark matches op WWE Raw en WWE SmackDown. Hij worstelde tegen Jamie Noble, Montel Vontavious Porter en Jimmy Wang Yang. Tijdens de FCW-aflevering van 30 augustus 2009, ontsloeg Riley, Mullins als zijn manager.
Op 18 maart 2010 versloeg Riley Justin Gabriel en Wade Barrett in een triple threat match en won zo het FCW Florida Heavyweight Championship. Tijdens de FCW-opnames verloor hij zijn titel aan Mason Ryan in een triple threat match, met Johnny Curtis als derde tegenstander.

#### Raw & SmackDown (2010-2016)
Op 1 juni 2010 kondigde The Miz aan dat hij Riley zijn mentor was voor het tweede seizoen van WWE NXT. Riley maakte op 8 juni zijn NXT-debuut maar nam niet deel in een wedstrijd. De volgende NXT-aflevering maakte Riley zijn ringdebuut en won hij van Kaval. Tijdens de NXT-finale op 31 augustus verloor hij de finale van Kaval.

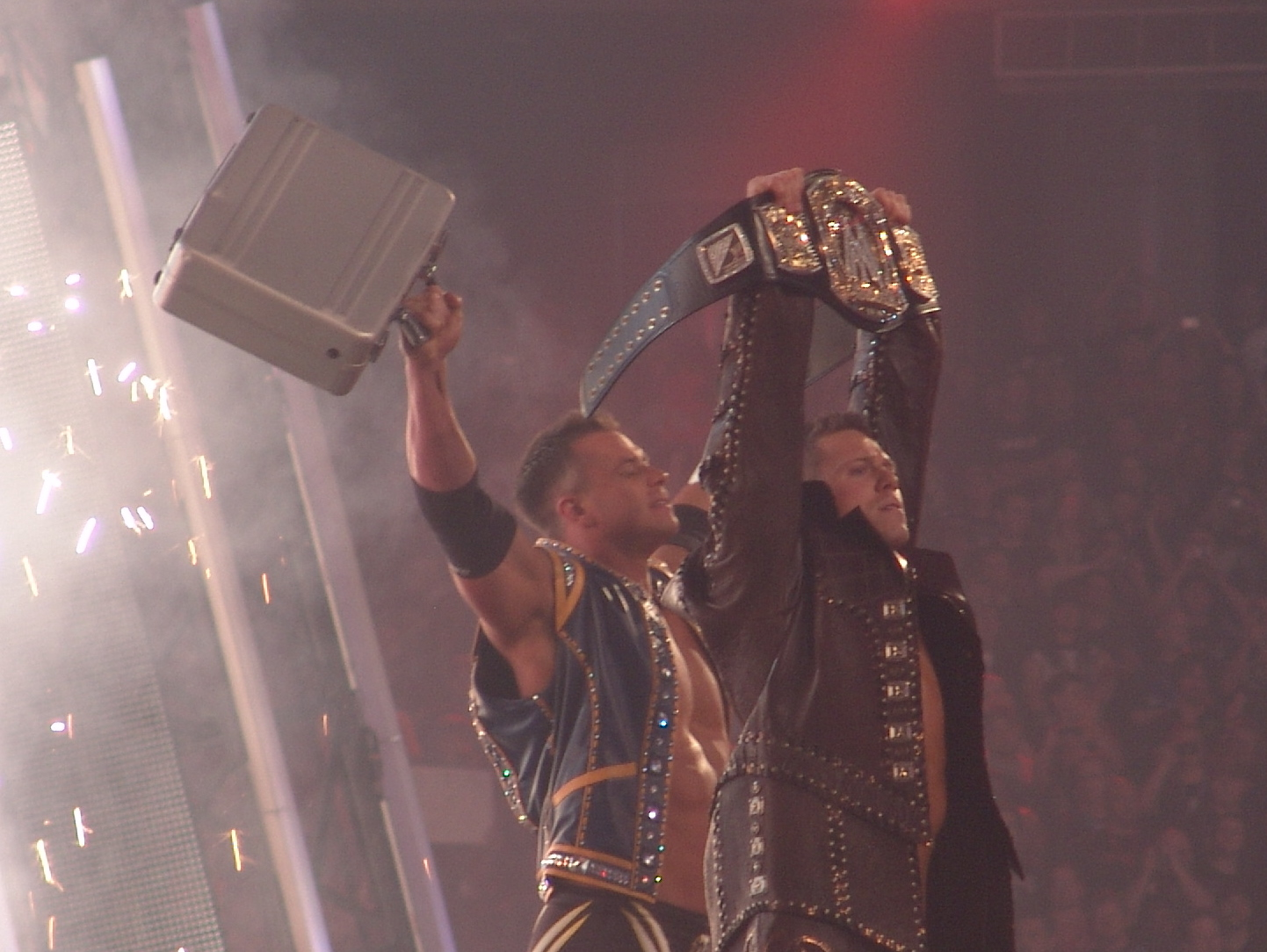
Riley en The Miz op WrestleMania XXVII

Tijdens de Raw-aflevering van 6 september hielp Riley, The Miz tijdens de wedstrijd tegen Daniel Bryan. Een week later verving Riley, The Miz in een submission match tegen Daniel Bryan, maar hij verloor. Op 20 september tekende Riley een 'personal services contract' van The Miz. Het contract hield in dat Riley telkens aanwezig was naast de ring als The Miz moest worstelen in de ring. Op TLC: Tables, Ladders & Chairs mengde Riley zich in de wedstrijd voor het WWE Championship tussen de kampioen The Miz en Jerry Lawler. The Miz won de wedstrijd en bleef kampioen, en Riley zelf werd aangevallen door Randy Orton.
Tijdens de Raw-aflevering op 28 februari 2011, daagde John Cena, Riley uit voor een Steel Cage match, met als stipulatie, dat als Cena zou winnen Riley zijn contract met The Miz moest verbreken. Cena won de wedstrijd, waarna Riley vrij was om terug te keren naar FCW. Tijdens de Raw-aflevering op 14 maart keerde Riley onverwacht weer terug en hij mengde zich in de wedstrijd tussen The Miz en The Great Khali. Een week later kondigde Riley aan dat The Miz hem opnieuw had aangenomen als 'The Miz's Vice-President of Corporate Communications'. Riley was aanwezig tijdens de wedstrijd van The Miz en John Cena op WrestleMania XXVII, en mengde hij zich verschillende keren in de wedstrijd.
Op 26 april 2011 werd Riley door een "Supplemental Draft" van Raw naar SmackDown gestuurd en gescheiden van The Miz. Tijdens de SmackDown-aflevering op 29 april mengde Riley zich in de speech van Randy Orton, direct na het betreden van de ring kreeg Riley een "RKO" van Orton. Ondanks dat Riley naar SmackDown werd gestuurd was hij toch nog op Raw aanwezig om The Miz te helpen. Op Over the Limit wilde Riley, The Miz helpen om het WWE Championship van John Cena te winnen in een "I Quit" match. Riley en The Miz slaagden niet in hun opzet om de wedstrijd te winnen. De volgende avond op Raw ontsloeg The Miz, Riley. Nadat The Miz Riley een klap gaf in zijn gezicht, Riley viel The Miz aan en liet The Miz achter in de ring. Tijdens de Raw-aflevering op 6 juni had Riley een wedstrijd tegen The Miz op Capitol Punishment. Deze won Riley.
op 6 mei 2016 werd bekend, dat Riley (Kevin Kiley Jr.) ontdaan is van al zijn verplichtingen aan de WWE en is zijn contract ontbonden, naast Riley werden ook Wade Barrett, Zeb Colter, Damien Sandow, Santino Marella, Cameron, El Torito & Hornswoggle ontbonden van hun contracten met de WWE.

## In het worstelen
- Finishers
  - Hit the Showers (FCW) / You're Dismissed (WWE)

- Signature moves
  - Belly to back side slam

- Manager
  - Beverly Mullins

- Worstelaars waarvan Riley manager is
  - The Miz

- Bijnamen
  - "The Rare Breed"
  - "The Varsity Villain"
  - "A-Ry"

## Prestaties
- Florida Championship Wrestling
  - FCW Florida Heavyweight Championship (1 keer)